# Kravlji Do
Kravlji Do (cyr. Крављи До) – wieś w Serbii, w okręgu braniczewskim, w gminie Malo Crniće. W 2011 roku liczyła 283 mieszkańców.